# Juliusz Starzyński

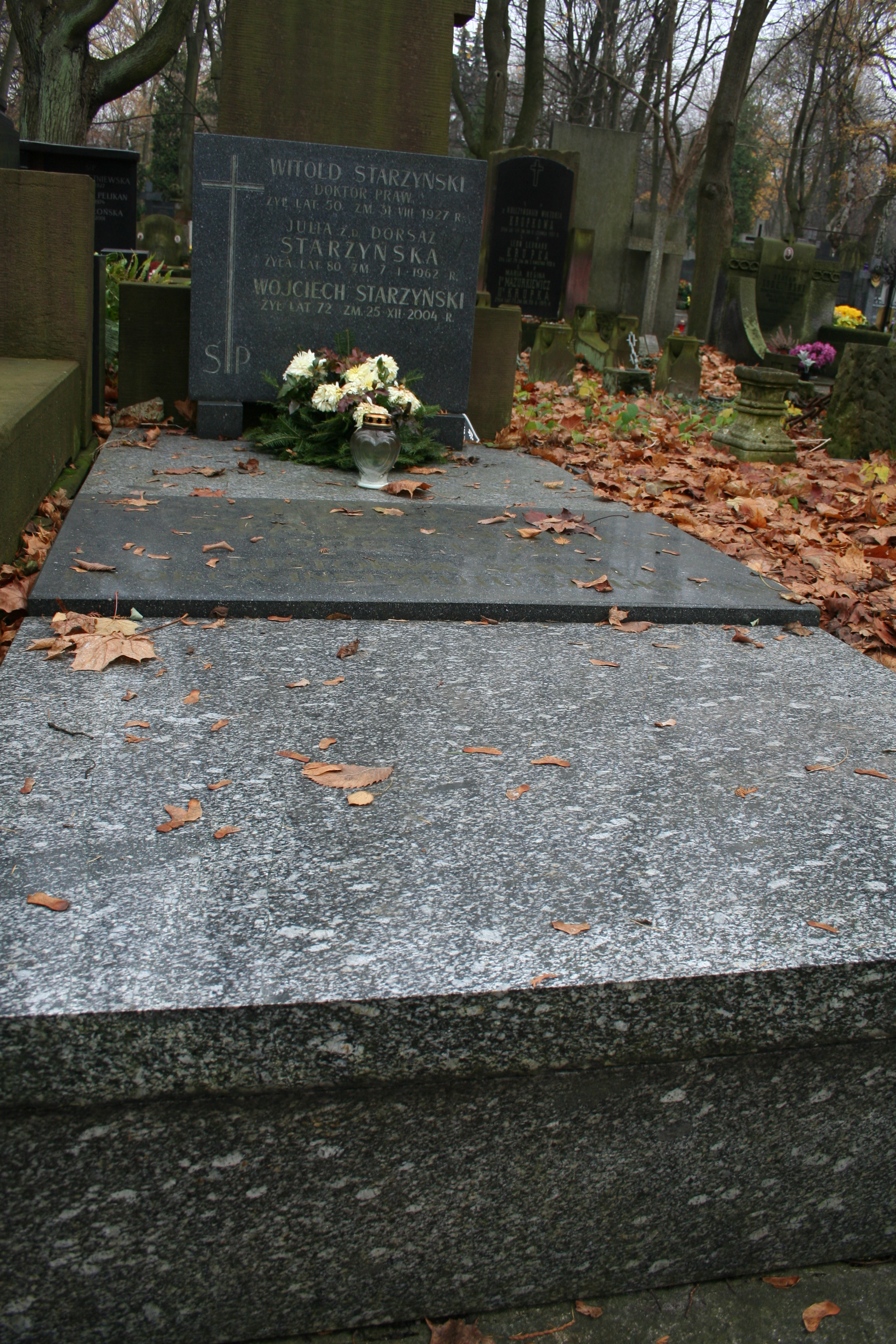
Grób Juliusza Starzyńskiego na warszawskim cmentarzu Powązkowskim

Juliusz Stanisław Starzyński (ur. 28 lutego 1906 we Lwowie, zm. 11 grudnia 1974 w Warszawie) – polski historyk sztuki, krytyk sztuki, profesor Uniwersytetu Warszawskiego, członek rzeczywisty Polskiej Akademii Nauk, twórca Państwowego Instytutu Sztuki (późniejszego Instytutu Sztuki PAN).

## Życiorys

### Okres przedwojenny
Syn doktora praw Witolda, uczestnika walk o Lwów w 1918, w czasie wojny polsko-bolszewickiej tłumacza przy komendancie Francuskiej Misji Wojskowej w Polsce, i szwajcarskiej guwernantki języka francuskiego Julii Florentyny Dorsaż. 
Mieszkał we Lwowie do matury złożonej w 1924 w III Gimnazjum Klasycznym im. Stefana Batorego. Był tam także uczniem Szkoły Dramatycznej Franciszka Frączkowskiego.
Na Uniwersytecie Warszawskim studiował najpierw krótko romanistykę (był dwujęzyczny), a w maju 1929 ukończył historię sztuki jako seminarzysta Zygmunta Batowskiego. Odbył służbę wojskową w Szkole Podchorążych Rezerwy Wojsk
Łączności w Zegrzu i półroczne stypendium Polskiej Akademii Umiejętności we Włoszech, Austrii i Niemczech, po czym obronił w grudniu 1931 doktorat na Uniwersytecie Warszawskim. W 1935 habilitował się tamże na podstawie rozprawy Wilanów. Dzieje budowy pałacu wilanowskiego za Jana III i objął stanowisko docenta na UW, jednocześnie rozpoczynając wykłady na Wydziale Sztuki Reżyserskiej w Państwowym Instytucie Sztuki Teatralnej. W tym samym roku mianowany dyrektorem Instytutu Propagandy Sztuki. W 1937 został kustoszem w Muzeum Narodowym w Warszawie.

### II wojna światowa
W stopniu podporucznika wziął udział w kampanii wrześniowej 1939, a następnie według świadectw zgłosił się do niewoli niemieckiej kierowany poczuciem obowiązku oficerskiego. Został osadzony w Oflagu VII A Murnau w Bawarii, gdzie zajmował się tworzeniem teatru obozowego jako reżyser dziewięciu sztuk (m.in. we współpracy z Leonem Schillerem), autor inscenizacji i przekładów. Tłumaczył także wiersze Gilberta Chestertona. Wygłosił cykl wykładów pt. Sztuka i praca, w których omawiał rolę sztuki w wychowaniu „nowego człowieka”, stawiając jej za cel przezwyciężenie impresjonizmu, utożsamianego z wartościami burżuazji. Studził entuzjazm części obozowego środowiska artystycznego do naśladowania programów państwowych we Włoszech faszystowskich, wskazując na słabość tradycji polskiej. Zaangażował Stefana Wierzbowskiego do prowadzenia kursów o marksizmie. W swoich wykładach z 1942 pt. Problemy sztuki polskiej sformułował koncepcję utworzenia ośrodka badawczego i wystawienniczego poświęconego sztuce pod nazwą instytutu. W latach powojennych był członkiem Klubu Murnauczyków.

### Okres powojenny
W 1949 roku został profesorem Uniwersytetu Warszawskiego. Od 1952 był członkiem korespondentem, a od 1966 członkiem rzeczywistym Polskiej Akademii Nauk. Publikował prace głównie z zakresu historii sztuki XIX i XX wieku oraz teorii sztuki.
Na zjeździe plastyków w Nieborowie w lutym 1949 roku wygłosił referat wprowadzający, w którym uznał socrealizm za obowiązującą metodę twórczą. Jednocześnie wstąpił również do Polskiej Zjednoczonej Partii Robotniczej. Preferował sztukę monumentalną, publiczną, Felicjana Szczęsnego Kowarskiego i Xawerego Dunikowskiego czy syntetyczną formę prac Tadeusza Kulisiewicza. Do Akademii Sztuk Pięknych w Warszawie wprowadził Mieczysława Porębskiego, popierał Urbanowicza i Kokoszkę. Jego koncepcja „polskiej drogi do samodzielności w sztuce” nawiązywała do idei „Bloku” i odpowiadała duchowi sztuki lat 30. Starzyński patronował „białostocko-frontowej” grupie, która wraz z grupą „realistów” wyznaczała koncepcję socrealizmu.
30 listopada 1949 założył – prawdopodobnie na kanwie planów z okresu jenieckiego – Państwowy Instytut Sztuki (PIS) i został jego dyrektorem. 
W ankiecie personalnej z 1950 wskazał, że nie należał przed 1939 do żadnej organizacji politycznej.
Został komisarzem pawilonu polskiego na Biennale w Wenecji w 1954.
W 1958-1959 był komisarzem działu polskiego na międzynarodowej wystawie w Moskwie. Wbrew głoszonym przez siebie poglądom o wyłączności socrealizmu, w Moskwie zaprezentował przegląd wszystkich kierunków w sztuce polskiej, co spotkało się z gwałtowną krytyką ze strony radzieckich krytyków sztuki. W rezultacie PIS został w 1959 włączony do Polskiej Akademii Nauk jako Instytut Sztuki PAN, a on sam odwołany ze stanowiska dyrektora w połowie roku 1960.
W 1960 zainicjował i zorganizował w Warszawie VII Kongres Międzynarodowego Stowarzyszenia Krytyków Sztuki (AICA) pod hasłem Sztuka – narody – świat. Podczas konferencji w Nieborowie w lutym 1958 próbował podporządkować AICA redagowane przez jego doktoranta Aleksandra Wojciechowskiego pismo „Przegląd Artystyczny”.
W latach 1969–1974 ponownie kierował Instytutem Sztuki PAN. W 1969 był członkiem Komisji Nagród Ministerstwa Kultury i Sztuki.

### Pełnione funkcje
- kierownik Instytutu Propagandy Sztuki w latach 1935–1939
- prezes Stowarzyszenia Historyków Sztuki[14]
- członek ostatniego przed wojną zarządu Towarzystwa Opieki nad Zabytkami[15]
- dyrektor Państwowego Instytutu Sztuki

Instytut Sztuki PAN przejął w latach siedemdziesiątych prawie sto tomów archiwum Juliusza Starzyńskiego, gromadzonego od roku 1935.
Juliusz Starzyński spoczywa na cmentarzu Powązkowskim w Warszawie (kw. 237–IV–11).

## Odznaczenia
- Krzyż Komandorski Orderu Odrodzenia Polski (1969)[17]
- Krzyż Oficerski Orderu Odrodzenia Polski (1954)[17]
- Krzyż Kawalerski Orderu Odrodzenia Polski (1951)[18][17]
- duński Order Danebroga IV klasy (1936)[17]
- szwedzki Order Gwiazdy Polarnej IV klasy (1938)[17]
- rumuński Order Gwiazdy Rumuńskiej Republiki Ludowej (1948)
- węgierski Order Zasługi Węgierskiej Republiki Ludowej (1950)[17]

## Publikacje (wybór)
- Juliusz Starzyński: Ludzie i obrazy: od Davida do Picassa, Warszawa: Państwowy Instytut Wydawniczy, 1958.
- Juliusz Starzyński: O malarstwie Picassa, Warszawa: Państwowy Instytut Sztuki, 1956.
- Juliusz Starzyński: O naukowo-krytycznej interpretacji dzieła sztuki, Warszawa: Państwowy Instytut Sztuki, 1950.
- Juliusz Starzyński: O realizmie w polskiej krytyce artystycznej XIX wieku, Warszawa: 1951
- Juliusz Starzyński: O romantycznej syntezie sztuk: Delacroix, Chopin, Baudelaire, Warszawa: Państwowy Instytut Wydawniczy, 1965.
- Juliusz Starzyński: Od Courbeta do Picassa, czyli o perspektywach sztuki nowoczesnej, Warszawa: Państwowy Instytut Sztuki, 1955.
- Juliusz Starzyński: Les peintres polonais a la XXIX-e Biennale, Warszawa: Państwowy Instytut Sztuki, 1958
- Juliusz Starzyński: Pięć wieków malarstwa polskiego, Warszawa: Państwowy Instytut Wydawniczy, 1952.
- Juliusz Starzyński: Problemy współczesnego malarstwa w świetle II Ogólnopolskiej Wystawy Plastyki, Warszawa 1952
- Juliusz Starzyński: Delacroix et Chopin, Warszawa: Państwowe Wydawnictwo Naukowe, 1963.
- Juliusz Starzyński: Fünf Jahrhunderte polnischer Malerei. 3, erweiterte und neu gestaltete Ausgabe, Warszawa: Państwowy Instytut Wydawniczy, 1953.
- Juliusz Starzyński: Impresjonizm i zagadnienie stylu w sztuce nowoczesnej, Warszawa: Wydawnictwo Instytutu Propagandy Sztuki, 1937 (Warszawa: M. Arct).
- Juliusz Starzyński: Jak patrzeć na dzieło sztuki, Warszawa: Centralny Instytut Kultury, 1948.
- Juliusz Starzyński: Jan Matejko, Państwowy Instytut Sztuki. Warszawa: „Sztuka”, 1953
- Juliusz Starzyński: Jan Matejko, Warszawa: „Arkady”, 1973.
- Juliusz Starzyński: Przemiany malarstwa europejskiego od romantyzmu do realizmu, Warszawa: Polska Akademia Nauk. Sekcja Historii Sztuki, 1955.
- Juliusz Starzyński: Realizm mieszczański a realizm socjalistyczny w nawiązaniu do obecnej sytuacji malarstwa polskiego, Warszawa: Państwowy Instytut Sztuki, 1950.
- Juliusz Starzyński: Romantyzm i narodziny nowoczesności: Stendhal, Delacroix, Baudelaire, Warszawa: Państwowy Instytut Wydawniczy, 1972.
- Juliusz Starzyński: Rozwój nauki o sztuce w Polsce Ludowej w latach 1944–1954, Warszawa: Państwowy Instytut Sztuki, 1955
- Juliusz Starzyński: Sztuka w świetle historii: studia z metodologii historii sztuki, Warszawa: Państwowy Instytut Wydawniczy, 1951.
- Juliusz Starzyński: Śladami postępowej myśli polskiej, Warszawa: 1952
- Juliusz Starzyński: Van Gogh – człowiek i malarz, Warszawa: Państwowy Instytut Sztuki, 1954.
- Juliusz Starzyński: Wilanów: dzieje budowy pałacu za Jana III, Warszawa: Państwowe Wydawnictwo Naukowe, 1976
- Włoska grafika współczesna: wybór z III Biennale w Wenecji: Warszawa, październik 1959 / Związek Polskich Artystów Plastyków, Centralne Biuro Wystaw Artystycznych ; [przedmowa J. Starzyński]. Warszawa: Związek Polskich Artystów Plastyków, 1959.
- Wojsko polskie w sztuce współczesnej / [tekst Juliusz Starzyński] ; współpraca Główny Zarząd Polityczny Wojska Polskiego i Muzeum Wojska Polskiego. Warszawa: Wydawnictwo „Ruch”, 1968.
- Wystawa grafiki meksykańskiej „Taller de Gráfica Popular” (Warsztat Grafiki Ludowej) / [przedmowa J. Starzyński, N. Fryd].Warszawa: Centralne Biuro Wystaw Artystycznych, 1950.
- Wystawa polskiego malarstwa batalistycznego: VI-IX 1939 / Instytut Propagandy Sztuki ; [przedmowa Juliusz Starzyński]. Warszawa: IPS, 1939
- Juliusz Starzyński: Z dziejów teorii sztuki w epoce Odrodzenia, Warszawa: 1951
- Z zagadnień plastyki polskiej w latach 1918–1939: zbiór studiów pod red. Juliusza Starzyńskiego. Wrocław: Zakład Narodowy im. Ossolińskich – Wydawnictwo PAN, 1963.
- Juliusz Starzyński: Zadania krytyki artystycznej i nauki o sztuce, Warszawa: Państwowy Instytut Sztuki, 1953.
- Ze studiów nad genezą plastyki nowoczesnej w Polsce: zbiór studiów / pod red. Juliusza Starzyńskiego Wrocław [etc.]: Zakład Narodowy im. Ossolińskich. Wydawnictwo PAN, 1966.